# Gerald Holtom
Gerald Holtom (Twickenham, 20 gennaio 1914 – 18 settembre 1985) è stato un disegnatore e pacifista britannico.
Laureato al Royal College of Art, Holtom fu obiettore di coscienza durante la seconda guerra mondiale.

## Biografia
Il 21 febbraio 1958 disegnò il logo per il disarmo nucleare in occasione della prima Marcia Aldermaston, organizzata dal Direct Action Committee against Nuclear War per la Pasqua di quell'anno. Il logo non fu sottoposto a copyright, e divenne quindi disponibile per la campagna per il disarmo nucleare, anch'essa nata in quell'anno; più tardi il simbolo divenne noto nel mondo come un generico segno di pace. Il disegno era una combinazione delle lettere "N" (due braccia distese verso il basso a 45 gradi) e "D" (un braccio disteso sopra la testa) dell'alfabeto semaforico, a significare "Disarmo Nucleare".
Gerald Holtom morì all'età di 71 anni. Sua figlia Anna Scott è anch'essa un'artista.

## Galleria d'immagini

Il simbolo della pace
N
D
ND